# アーロン・クルーデン
アーロン・クルーデン（Aaron Cruden1989年1月8日 - ）は、ニュージーランド出身のラグビーユニオン選手。ポジションはフライハーフ。

## 人物
1989年1月8日、パーマストンノースで生まれる。
身長178cm、体重84kg。
愛称は「Azza」、「Cruds」。
19歳のとき、精巣癌を克服。

## キャリア
パーマストンノース・ボーイズ・ハイスクール卒業、在学時、ラグビークラブのトップチーム(1st XV)に入る。チームメイトにハイランダーズのカート・ベイカーがいた。マッセー大学に進学、2008年、マナワツ州代表に選ばれ、ニュージーランド州代表選手権エアニュージーランドカップ(現ITM CUP)に出場。
2009年、U20ニュージーランド代表にて日本で開催されたジュニア世界選手権(2009 IRB Junior World Championship)に出場、IRB Junior Player of the Year 2009を受賞する。同年、精巣腫瘍と診断され、摘出手術を行う。
2010年、スーパー14（現スーパーラグビー）のハリケーンズに入り、ブランビーズ戦でデビュー。同年、オールブラックスに選ばれ、6月12日のアイルランド戦でデビュー。
2011年のスーパーラグビーシーズン終了後、ハリケーンズからチーフスへ移籍すると発表。
2020年のスーパーラグビーシーズン終了後、チーフスから神戸製鋼コベルコスティーラーズへ移籍すると発表。
2021年3月6日に行われたジャパンラグビートップリーグ第3節の日野レッドドルフィンズ戦にて途中出場で日本での公式戦初出場を果たす。
2022年、東京サントリーサンゴリアスへ移籍すると発表。

## リンク
- 東京サントリーサンゴリアス アーロン・クルーデン
- Manawatu Turbos Profile
- Ultimate Aaron Cruden
- Aaron Cruden Rugby Union
- All Blacks ID=1105